# Cratere di Wolfe Creek
Wolfe Creek è un cratere meteoritico (astroblema) situato nell'Australia Occidentale., Vi si accede attraverso la Tanami Road, a 105 km a sud della città di Halls Creek. Il cratere si trova al centro del Wolfe Creek Meteorite Crater National Park.

## Descrizione
Il cratere ha un diametro di circa 875 metri ed è profondo 60 metri. Si stima che il meteorite che l'ha formato avesse una massa di circa 50.000 tn; l'età è stimata sembra essere meno di 300.000 anni (Pleistocene), mentre altre stime effettuate nel 2019 da ricercatori dell'Università di Portsmouth datano la sua formazione a 120.000 anni fa. Fu portato all'attenzione della scienza dopo essere stato visto durante una ricognizione aerea nel 1947, esplorato sul terreno due mesi dopo e portato a conoscenza della stampa nel 1949. Il nome europeo del cratere deriva da un vicino torrente, che a sua volta deriva il suo nome da Robert Wolfe (nelle prime menzioni il nome Wolf Creek fu trascritto erroneamente), un cercatore d'oro e gestore di emporio di Halls Creek all'epoca della corsa all'oro.
Dei cartelli vicino al cratere mettono in guardia i visitatori sui rischi legati alla natura instabile e scivolosa del terreno.
Nella zona del cratere di Wolfe Creek è ambientato il film horror Wolf Creek diretto da Greg McLean.

## Popolazione
I locali Djaru (Jaru) aborigeni australiani si riferiscono al cratere come Kandimalal. Ci sono più storie sulla formazione del cratere. Una tale storia descrive che il cratere si è formato con il passaggio di un arcobaleno ed un serpente è sbucato dalla terra, mentre un altro serpente è sbucato vicino a Sturt Creek. Un'altra storia, raccontata da un anziano, è che un giorno la luna crescente e la stella della sera passavano molto vicini l'uno all'altro. La stella della sera è diventata così calda che è caduta sulla terra, provocando un'enorme esplosione e luci, seguita da una nuvola di polvere. Questo ha spaventato le persone. Molto tempo dopo gli aborigeni iniziarono ad avventurarsi vicino al cratere per vedere cosa era successo. Quando finalmente sono andati lì, si sono resi conto che questo era il luogo in cui la stella della sera era caduta a terra. La gente Djaru ha chiamato il luogo "Kandimalal" ed è molto rappresentato nell'arte proveniente dalla regione.